# گمینا رانگژوو
گمینا رانگژوو (به لهستانی:  Gmina Raniżów) یک گمینا در لهستان است که در شهرستان کولبوشووا واقع شده‌است. گمینا رانگژوو ۹۶٫۷۷ کیلومتر مربع مساحت و ۷٬۱۸۵ نفر جمعیت دارد.